# Abito nuziale

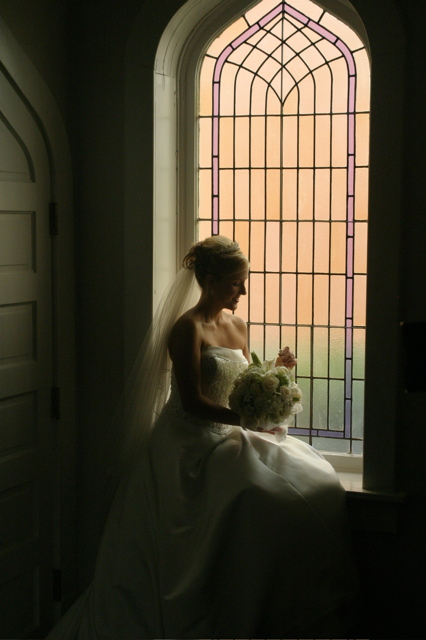
Esempio di abito moderno da sposa occidentale

L'abito nuziale è l'abbigliamento che una donna e un uomo indossano nel giorno delle proprie nozze. Viene anche chiamato abito da sposa/o. Viene spesso, erroneamente, sottinteso come vestito femminile. Ciò è naturalmente sbagliato e per dimostrare l'erroneità dell'uso di quest'espressione, basta controllare il significato di nuziale, che è "relativo alle nozze". Indi per cui indica anche la controparte maschile.

## Culture occidentali

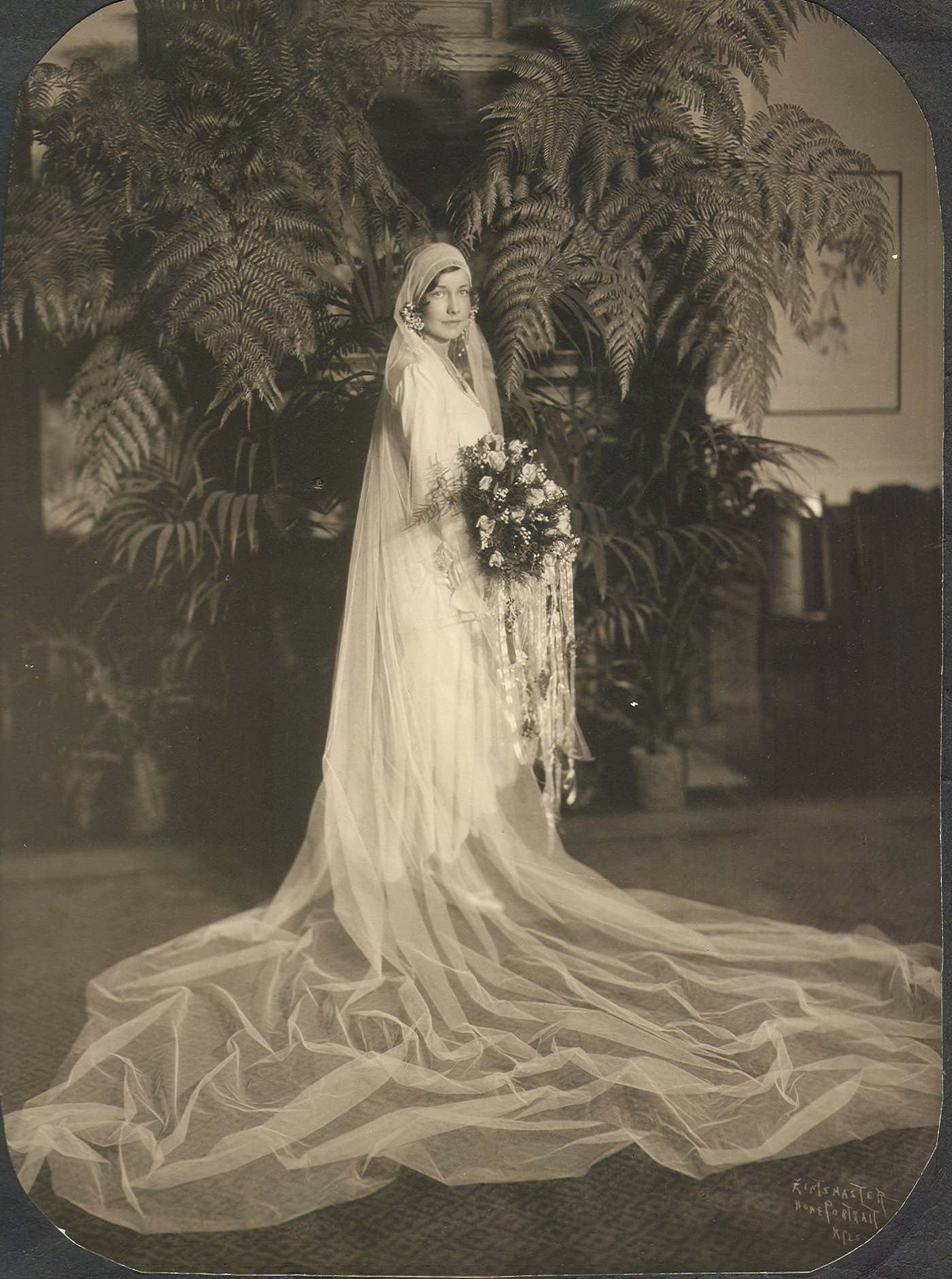
Una sposa degli anni trenta

In epoca romana la sposa indossava una tunica bianca legata con un nodo che poteva sciogliere solo lo sposo, mentre il velo era giallo: esso era il simbolo del fuoco della dea Vesta che proteggeva il focolare domestico.
I matrimoni effettuati durante e immediatamente dopo il Medioevo, soprattutto fra le classi sociali più abbienti, rappresentavano molto più che la semplice unione fra due persone. Si trattava di legami di interesse di carattere politico o economico, pertanto la sposa non rappresentava soltanto se stessa, ma l'intera famiglia, e per tale ragione doveva apparire nella migliore luce possibile. Erano quindi scelti vestiti dai colori accesi e dai materiali pregiati. Non era raro che una sposa indossasse abiti di velluto o seta e spesso persino pellicce. Nelle classi sociali meno facoltose, le spose tentavano al massimo delle proprie possibilità di "copiare" l'abbigliamento delle spose delle famiglie ricche. Nel corso dei secoli, è rimasta la tendenza a vestire la sposa al meglio che la condizione economica famigliare potesse permettere. Attualmente esistono abiti nuziali che coprono un'ampia gamma di prezzi e boutique specializzate nella vendita di soli abiti per spose.
Benché a metà del XIX secolo si sia diffusa l'abitudine d'indossare abiti lunghi ed ampi, simili a quelli in voga nell'età vittoriana, in realtà lo stile dell'abito da sposa è generalmente molto legato alla moda del periodo. Per esempio negli anni venti le spose vestivano abiti corti davanti, con un lungo strascico, spesso abbinato ad un cappello a cloche. L’uso dello strascico comincia intorno al 1500 e continua imperturbato fino ai nostri giorni. All’inizio però la lunghezza dello strascico indicava la ricchezza della sposa: più era lungo e decorato più ricca era la sposa e quindi la famiglia. Per tradizione l'abito da sposa è di colore bianco, benché sia possibile spaziare in un raggio di colori che includono anche tonalità come l'avorio, il crema, l'écru ecc. Una delle prime donne a vestire di bianco fu Maria Stuarda, quando sposò Francesco II di Francia, una scelta singolare, dato che in quel periodo per i francesi il bianco era il colore del lutto, cosa che non portò bene alla coppia visto che Francesco morì dopo appena due anni dalle nozze.
L'abito bianco divenne una opzione molto popolare fra le spose intorno al 1840, dopo il matrimonio della regina Vittoria con Alberto di Sassonia-Coburgo-Gotha. Di questi abiti, gli abiti senza maniche sono generalmente indossati con guanti bianchi lunghi da opera. La regina indossò un abito bianco per l'evento, adornato da alcuni merletti. La foto ufficiale del matrimonio ebbe un'ampia diffusione, e l'abito della regina fu adottato da moltissime spose. La tradizione dell'abito bianco è stata tramandata sino ad oggi. L'unica eccezione era rappresentata dalle spose finlandesi del XIX secolo, che indossavano abiti scuri o neri. All'inizio del XXI secolo, circa il 75% degli abiti da sposa sul mercato sono senza maniche e senza spalline. Altre spose preferiscono stili più modesti con maniche, scollature più alte e schiene coperte. La maggior parte degli abiti da sposa di oggi ha il retro con lacci o con cerniera. Gli abiti da sposa possono essere anche lunghi o corti, a seconda del tipo di matrimonio. Molti abiti da cerimonia occidentali derivano da costumi rituali cristiani. Quindi era necessario ridurre l'esposizione della pelle. In risposta a questa tendenza, gli abiti senza maniche o senza spalline spesso indossano lunghi guanti bianchi.

## Culture orientali

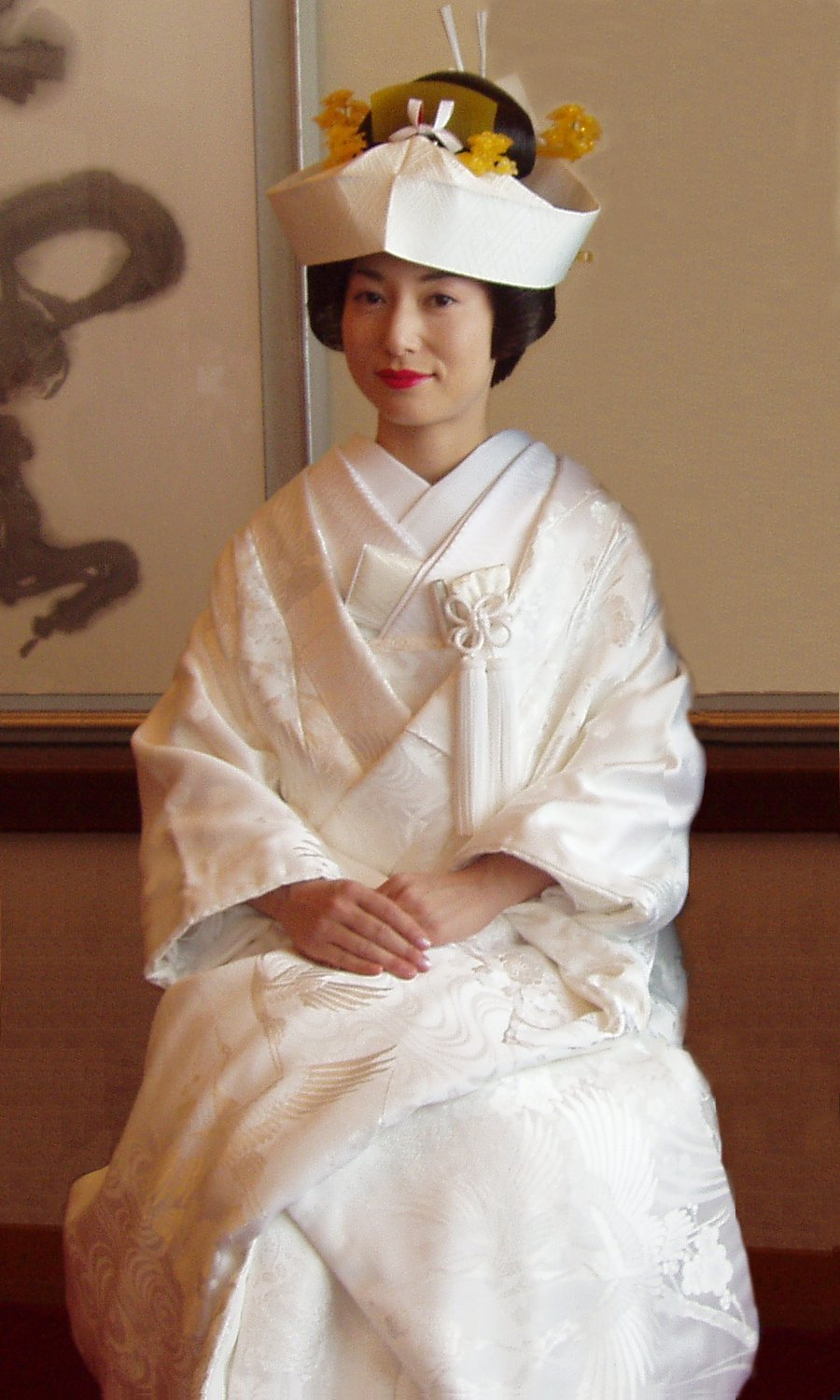
Una sposa giapponese

Per tradizione, molti abiti nuziali in Cina sono di colore rosso, colore che è auspicio di buona fortuna. Tuttavia, negli ultimi anni, le spose hanno optato per la scelta dell'abito bianco, seguendo la moda tipicamente occidentale, o hanno adottato il modello di abito occidentale, però di colore rosso, o a volte dorato. L'abito rosso è anche una delle principali scelte delle spose vietnamite, nella forma tradizionale del Áo dài. In Giappone, le spose indossano tre o più abiti distinti nel corso delle celebrazioni del matrimonio, cominciando dal tradizionale kimono bianco. Anche in questo caso però le influenze occidentali hanno portato molte donne giapponesi a sposarsi con l'abito bianco. Le spose indonesiane indossano il tradizionale kebaya, una sorta di blusa, ed il batik. Nelle Filippine invece l'abito nuziale tradizionale è il Barong Tagalog, indossato sia dagli uomini che dalle donne.
Nelle zone settentrionali dell'India, i colori tradizionali dell'abito nuziale sono il rosso, colore di buon auspicio ed il verde, simbolo di fertilità. Nelle zone meridionali invece l'abito nuziale è per tradizione il sari bianco. Di solito le spose indiane, così come quelle pakistane nascondono il proprio viso con un velo, anche se in alcune zone più liberali è sufficiente coprire la testa.

## Cultura dei nativi americani

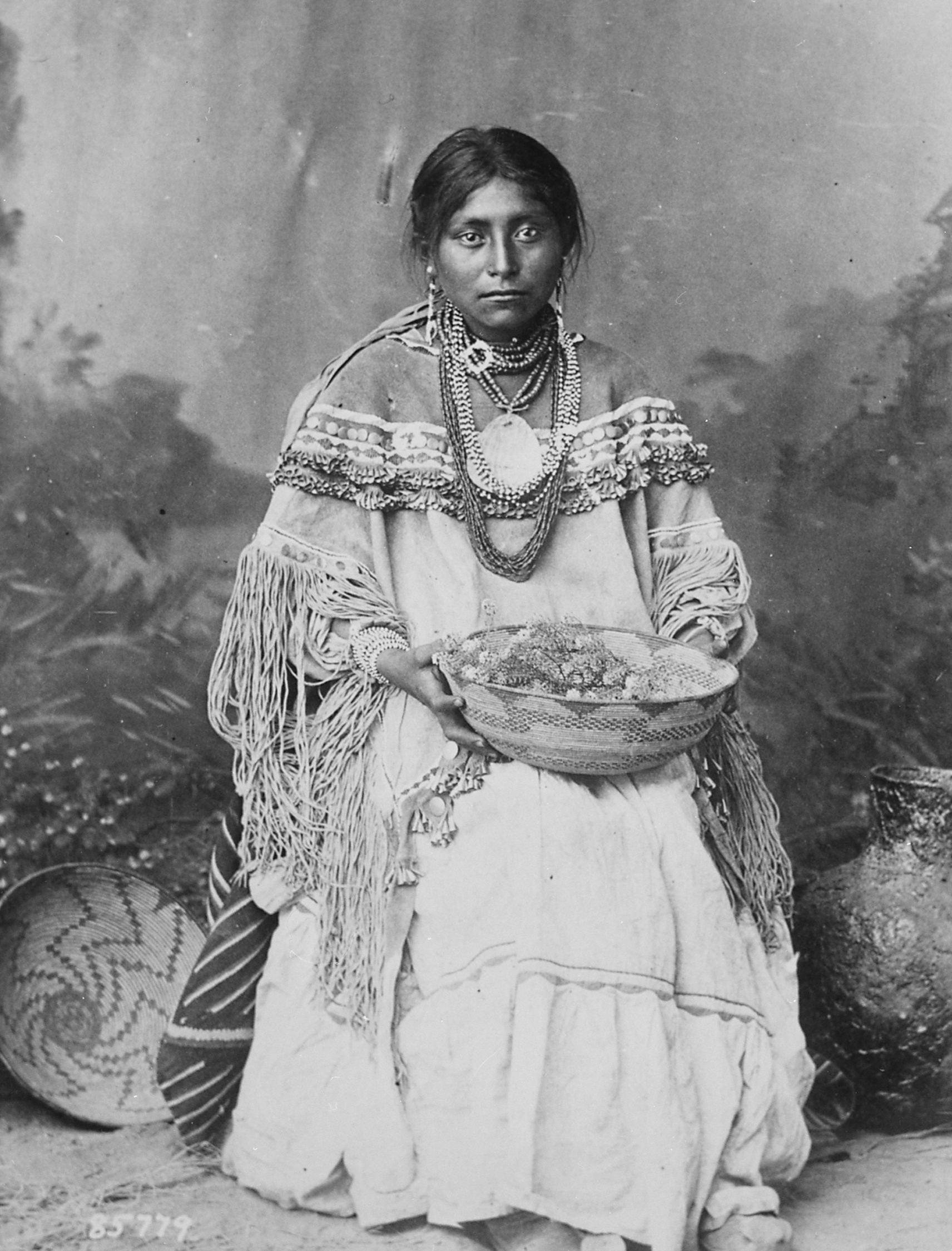
Una sposa apache

I nativi americani hanno varie tradizioni legate al matrimonio ed all'abito nuziale. Le spose hopi indossano un abito cucito dallo sposo, e da tutti gli abitanti del villaggio che vogliono partecipare. L'abito consiste in una larga cintura, un vestito bianco con strisce rosse in cima ed in fondo all'abito, pantaloni bianchi, un nastro per i capelli, ed un mantello in cui avvolgere il vestito. Le spose pueblo indossano un abito di cotone legato dietro la spalla destra, ed una cintura intorno alla vita. Secondo le tradizioni dei Delaware la sposa indossa una gonna di pelle di cervo, una fascia intorno alla fronte ed il viso è colorato con creta bianca, gialla e rossa. Le tribù della California settentrionale (Klamath, Modok e Yurok) utilizzano abiti nuziali realizzati con colori simbolici: bianco per l'est, blu per il sud, giallo o arancione per l'ovest e nero per il nord. I gioielli sono considerati parte integrante dell'abito nuziale, in quanto rappresentano una difesa contro il male e la sfortuna.